# Прерія (роман)
«Прерія» (англ. The Prairie; A Tale) — роман американського письменника Джеймса Фенімора Купера, третій за часом створення роман про Натті Бампо. Головного героя (Бампо) у романі не названо по імені, замість цього він згадується як «трапер» або «старий». За часом дії роман «Прерія» є п'ятою і останньою частиною пенталогії про Шкіряну Панчоху, хоча цей роман був написаний та виданий до «Слідопита» (1840) й «Звіробоя» (1841).

## Персонажі
- Трапер — головний герой оповідання. Ніколи не згадується по імені, але за його розповідями про себе можна зробити висновок, що це Натті Бампо на його 87-му (або ж 83-му) і останньому році життя. Він мудрий, кмітливий, допомагає вижити білим поселенцям у небезпечних ситуаціях.
- Ізмаель Буш — переселенець. Часто описується як брудний, лінивий і грубий. Претендує на землю, яку не купує в уряду або індіанців. Він біжить від закону, тому що він допомагав у викраденні Інес, молодої дружини Міддлтона.
- Естер Буш — заклопотана дружина Ізмаіла, мати його 14 дітей (7-х синів і 7-х дочок).
- Еллен Вейд — племінниця покійного першого чоловіка Естер.
- Абірам Вайт - брат Естер Буш.
- Інес де Сертаваллос-Міддлтон — красива, мініатюрна наречена капітана Дункана Ункаса Міддлтона, дочка багатого землевласника в Луїзіані.
- Капітан Дункан Ункас Міддлтон — онук майора Дункана Гейворда й Еліс Мунро-Гейворд (роман «Останній з могікан»), який рятує свою наречену від Абірама Вайта.
- Пол Говер — бортник, заручений з Еллен Вейд.
- Доктор Обед Бет (Баттіус) — натураліст-цілитель, що пристав до каравану Буша як сімейний лікар. Користується нагодою, щоб збирати в прерії зразки флори і фауни.
- Асінус — вірний віслюк доктора Баттіуса.
- Гектор — мудрий старий мисливський собака Натаніеля, який вмирає перед трапером. Його жалібне скавучання є попередженням про небезпеку в творі. Собаки Міддлтона є нащадками Гектора.
- Маторі — хоробрий і хитрий вождь сіу-тетонів, який хоче зробити Еллен і Інес своїми дружинами. Був убитий у двобої Твердим Серцем.
- Тверде Серце — хоробрий, красивий і надійний воїн пауні, який допомагає Натті і Міддлтону втекти від ворогів.
- Уюча — підступний тетонський воїн, який був убитий власним тамагавком Твердим Серцем.
- Ле Балафре («Мічений») — названий так французькими і канадськими солдатами та торговцями — найстарший у племені сіу-тетонів, тесть Маторі, батько Тачечани.
- Тачечана — молода дружина Маторі.

## Екранізація
Роман був екранізований в 1947 році. Фільм мав бюджет у 120 000 $ .